# Митрович, Жика
Живорад «Жика» Митрович (серб. Живорад «Жика» Митровић; 3 сентября 1921, Белград, Сербия, Королевство Югославия — 29 января 2005, Белград, Сербия и Черногория) — сербский и югославский кинорежиссёр, художник-карикатурист и сценарист. В 1975 году был награждён дипломом «Московского кинофестиваля», за работу в фильме «Ужицкая республика».

## Биография
Живорад Митрович родился в 1921 году в Белграде. Митрович начал свою карьеру в качестве художника и писателем комиксов в период с 1936 по 1941, когда он учился ещё в средней школе. Он опубликовал комиксы в различных жанрах, среди них Мики Маус, Забавник, Дональд Дак и Детский раз.
Самые известные комиксы эпоху его «Хайдук Велько», «Дух прерий», «Ураган с востока», «люди контрабандисты» и «Сила факира».
После войны написал комикс «Капитан Леши», по которому был снят одноимённый фильм.
Македонский карикатурист Зоран Танев в 2000 году, опубликовал комическую адаптацию фильма Митровича «Мисс Стоун». Это издание является первым македонским комиксным альбомом.

## Карьера
Митрович принадлежал к поколению режиссёров, которые сразу же после Второй мировой войны, заложили основу профессиональной организации кинопроизводства в Сербии и Югославии.
Он снимал фильмы различных жанров и наиболее запомнившиеся исторические «Невесинская винтовка», «Марш на Дрину», «Сигналы на городом», «Салонские убийцы», «Ужицкая республика», «Операция «Белград»» и «Восстание Тимка».
Он был похоронен в «Аллее для заслуженных горожан Белграда».

## Фильмография
- 1955 — Эшелон доктора М. / Ешалон доктора М
- 1956 — Последний путь / Последњи колосек
- 1957 — Найти Ванду Кос / Потражи Ванду Кос
- 1958 — Мисс Стон / Мис Стон
- 1960 — Капитан Леши / Капетан Леши
- 1960 — Сигналы над городом / Сигнали над градом
- 1961 — Салонские убийцы / Солунски атентатори
- 1962 — Заявление / Обрачун
- 1963 — Невесинская винтовка / Невесињска пушка (филм)
- 1964 — Марш на Дрину / Марш на Дрину (филм)
- 1966 — До победы и дальше / До победе и даље
- 1966 — Горькие травы / Горке траве
- 1967 — Нож / Нож (филм из 1967)
- 1968 — Операция «Белград» / Операција Београд
- 1968 — Брат доктора Хомера / Брат доктора Хомера
- 1970 — Убийство жестоким и коварным образом и из низменных побуждений / Убиство на свиреп и подмукао начин и из ниских побуда
- 1974 — Ужицкая республика / Ужичка република
- 1982 — Савамала / Савамала (филм)
- 1983 — Восстание Тимка / Тимочка буна (филм)
- 1986 — Протестный альбом / Протестни албум

## Награды и номинации

### Награды
- 1961 — Премия «За особые действия в укреплении жанра в отечественном кино» — за фильм «Салонские убийцы»
- 1961 — Премия «Югославский кинофестиваль» — приз зрительских симпатий, за фильм «Салонские убийцы»
- 1975 — Диплом «Московского кинофестиваля» — за фильм «Ужицкая республика»

### Номинации
- 1975 — Премия Московского кинофестиваля — Золотой приз, за фильм «Ужицкая республика»